# Reformierte Kirche Klosters

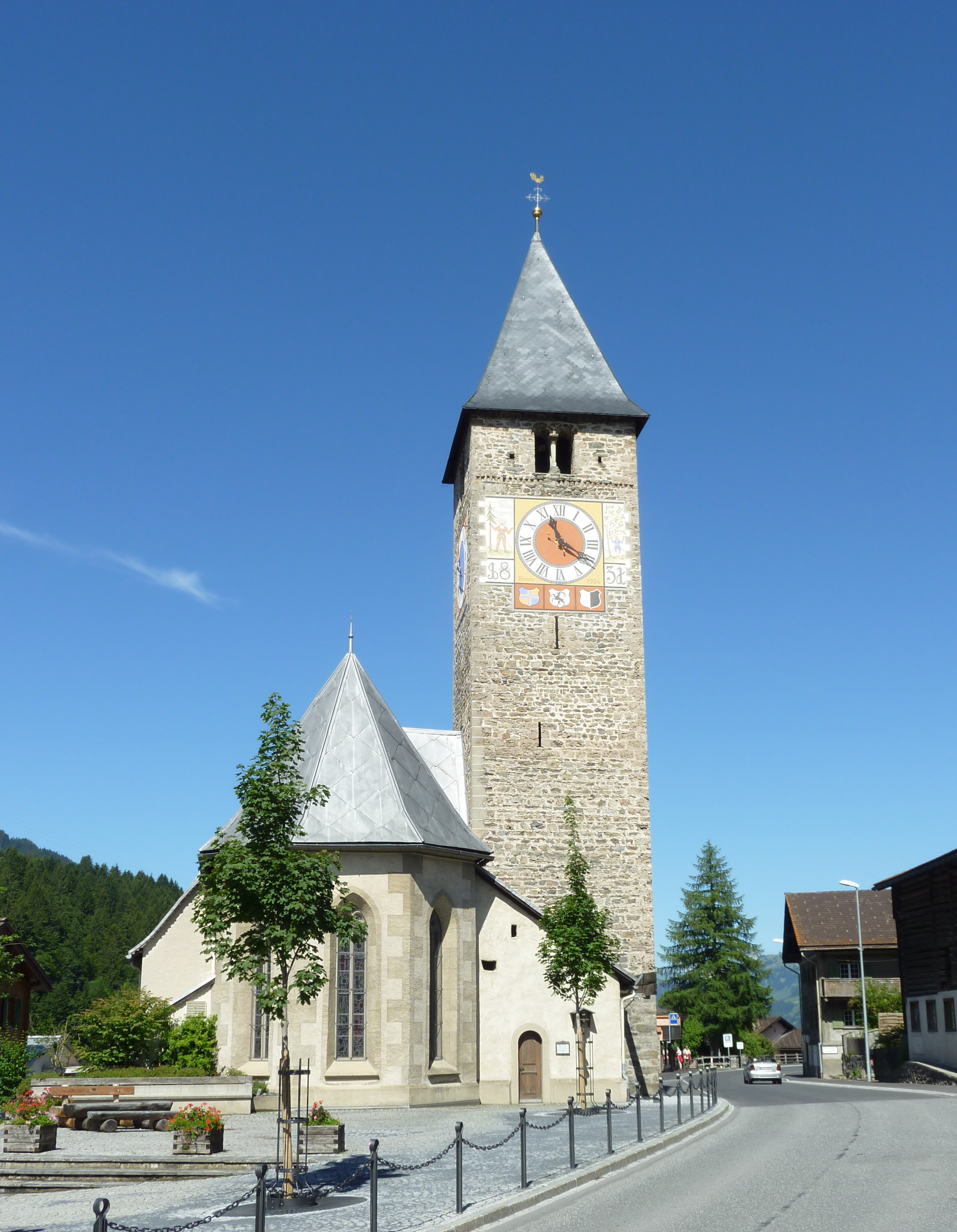
Reformierte Kirche Klosters

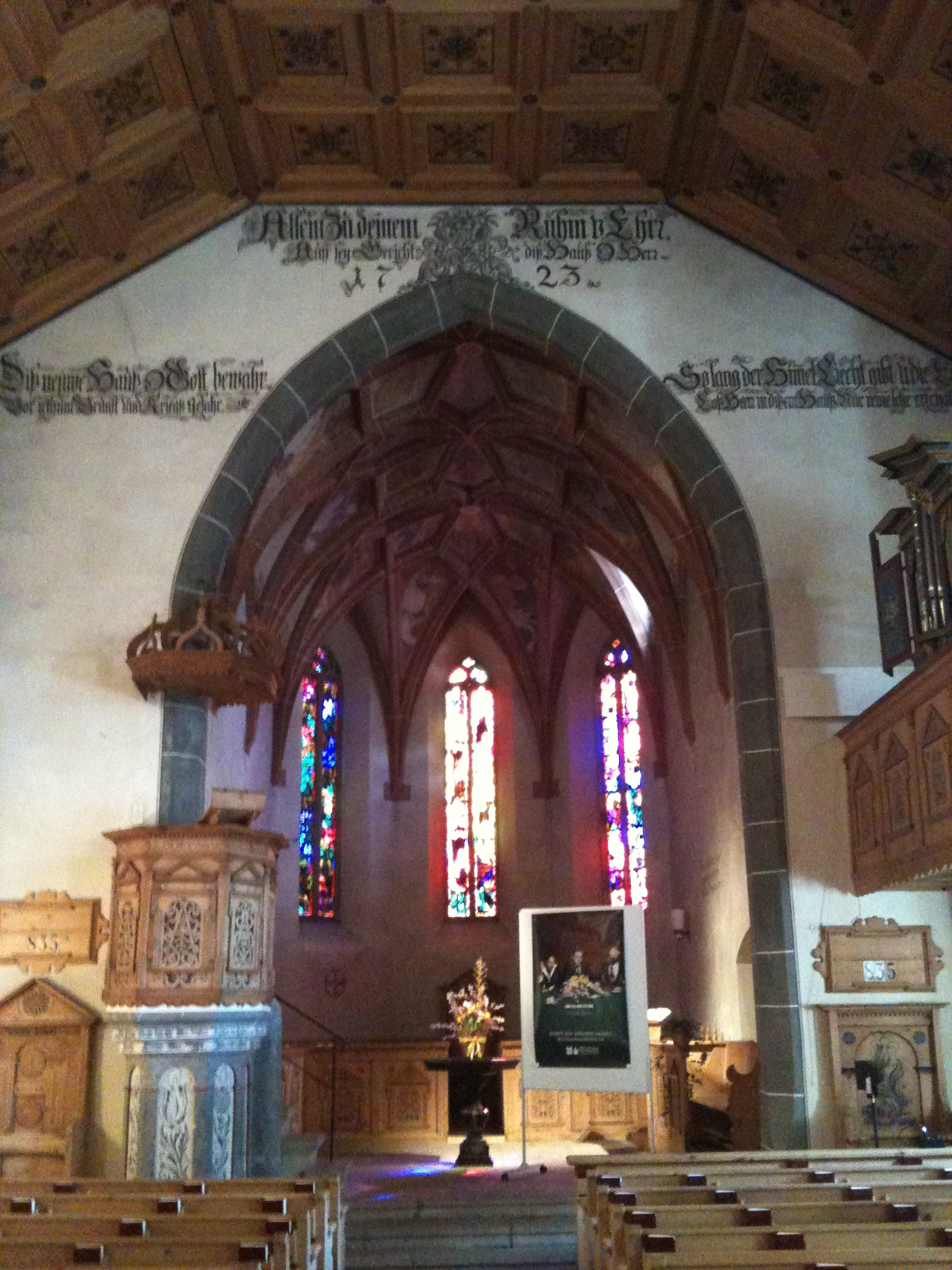
Blick auf den Chor

Die reformierte Kirche in Klosters im Prättigau ist ein evangelisch-reformiertes Gotteshaus unter dem Denkmalschutz des Kantons Graubünden in der Schweiz und wird geführt in der Liste der Kulturgüter von nationaler Bedeutung im Kanton Graubünden. Einer Restaurierung wurde sie letztmals 1921 unterzogen.

## Geschichte und Ausstattung
Ursprünglich befand sich am Ort der heutigen Kirche ein 1220 ersturkundlich bezeugtes Kloster der Prämonstratenser, das namensgebend für die ganze Ortschaft Klosters wurde.
Nur noch der Kirchturm, der im Norden an die Fassade anschliesst und ein Zeltdach aufweist, stammt noch aus der mittelalterlichen Gründungszeit, während das Gebäude selbst ein vorreformatorischer Neubau aus dem Jahr 1493 ist.
Das Langhaus, während der Bündner Wirren in Mitleidenschaft gezogen, wurde 1723 neu errichtet.
Der Chor ist von einem Netzgewölbe überzogen, das sternenförmig ausgreift. In drei Fenstern findet sich Glasmalerei von Augusto Giacometti, an den Wänden Gemälde aus der Zeit des Neubaus Ende des 15. Jahrhunderts.
Zentral angebracht ist ein marmorner Tauftisch. Die Kanzel datiert auf 1633 und ist von einem Schalldeckel geziert.
Zwei Orgeln befinden sich in der Kirche: auf der Empore eine Zürcher Hausorgel barocken Stils von 1686 und eine moderne grosse Orgel, die 1956 eingebaut wurde.

## Kirchliche Organisation
Die Evangelisch-reformierte Landeskirche Graubünden führt Klosters-Serneus (fusioniert) als eigenständige Kirchgemeinde.

## Galerie

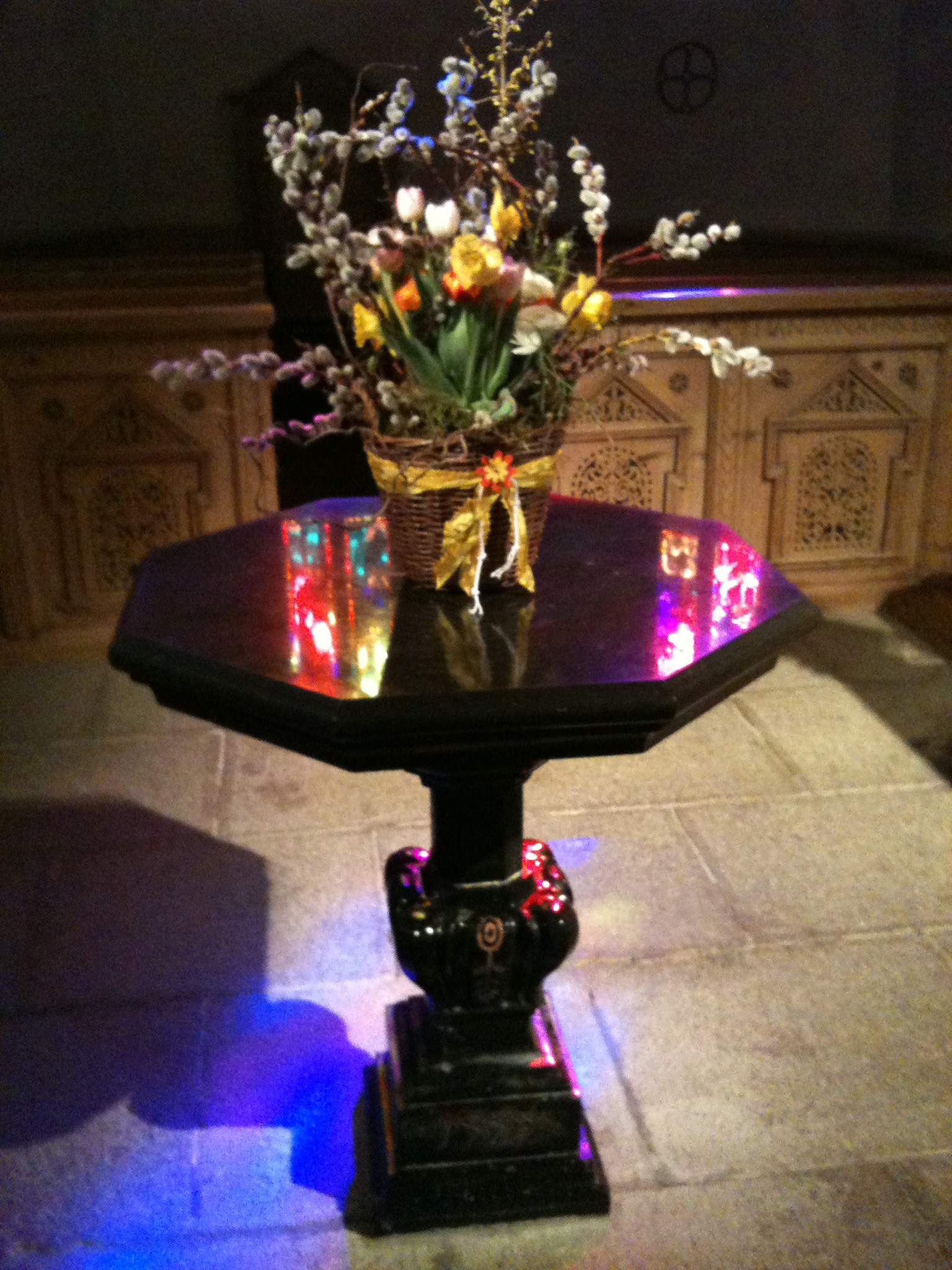
Tauftisch, auf dem sich Giacomettis Glasfenster spiegeln
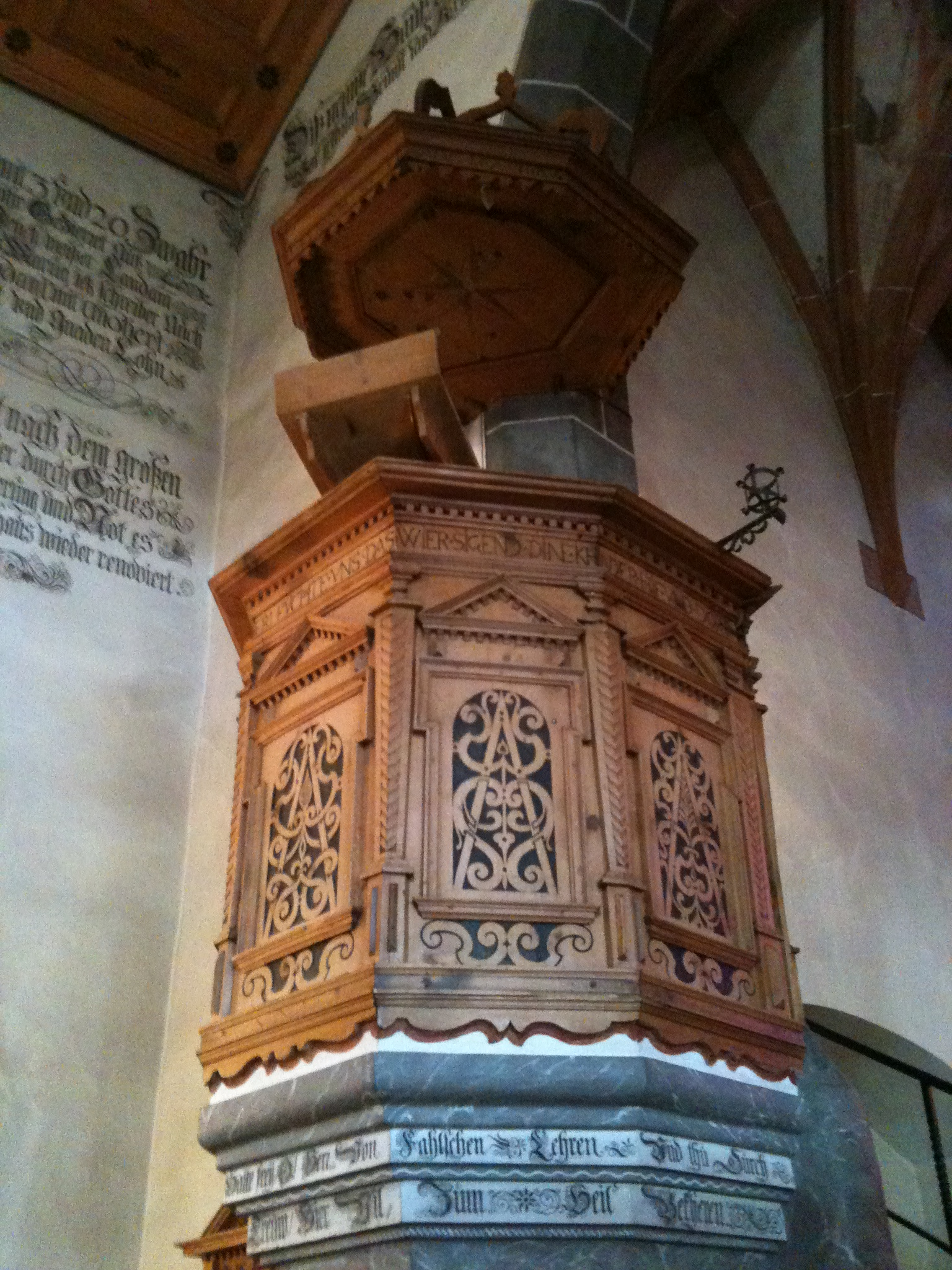
Kanzel
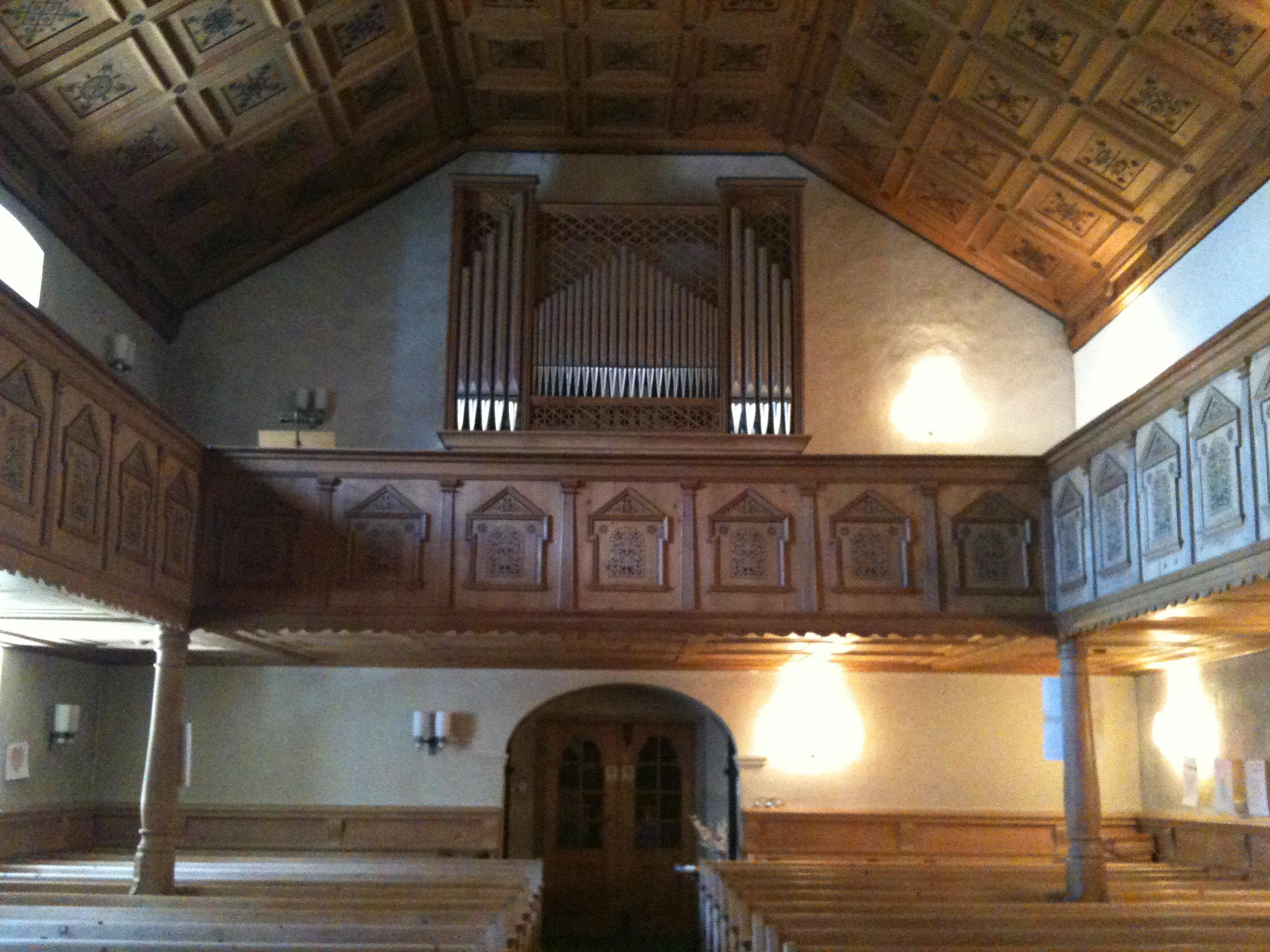
Emporenumlauf und die grosse Orgel
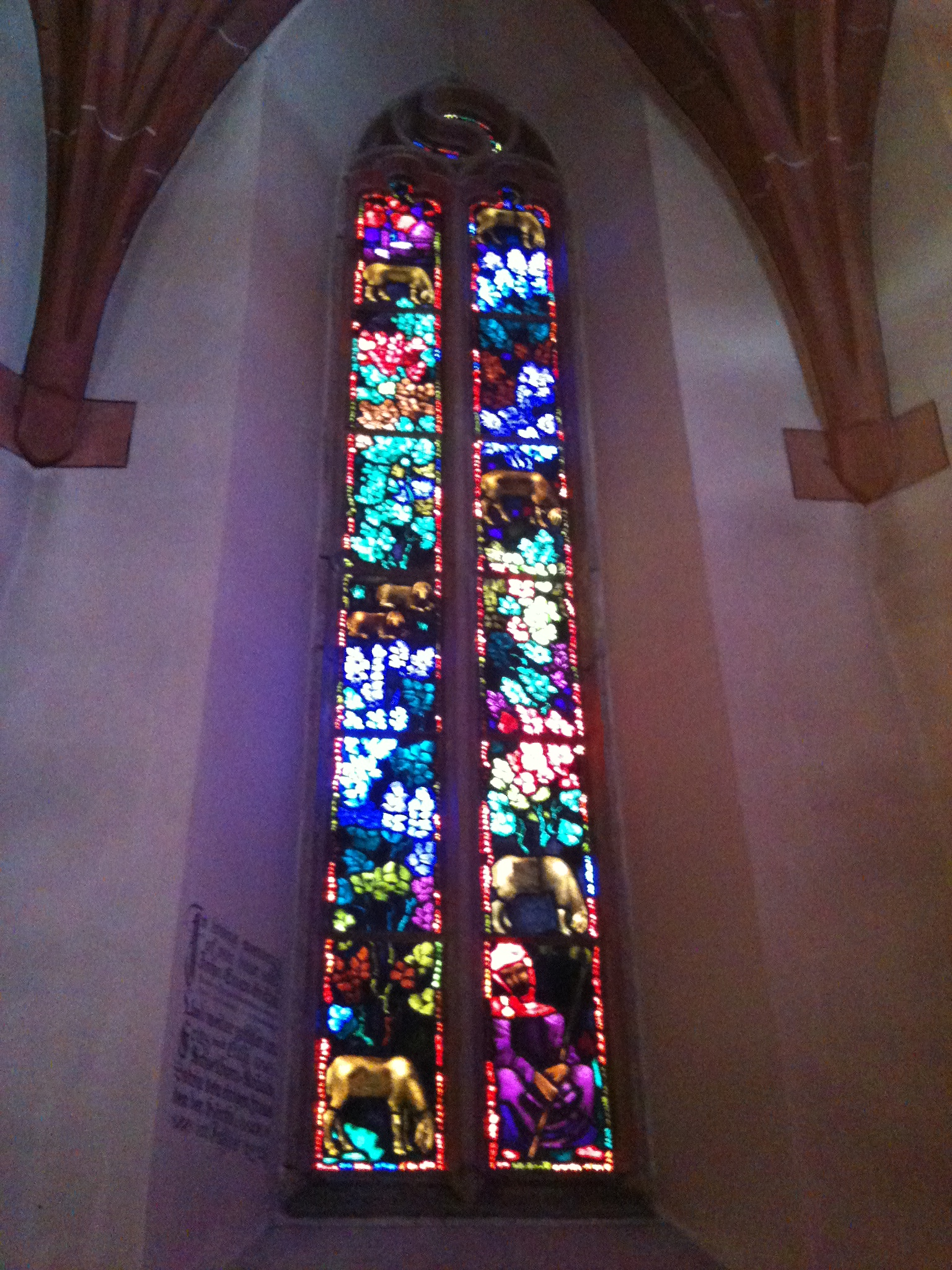
Glasfenster
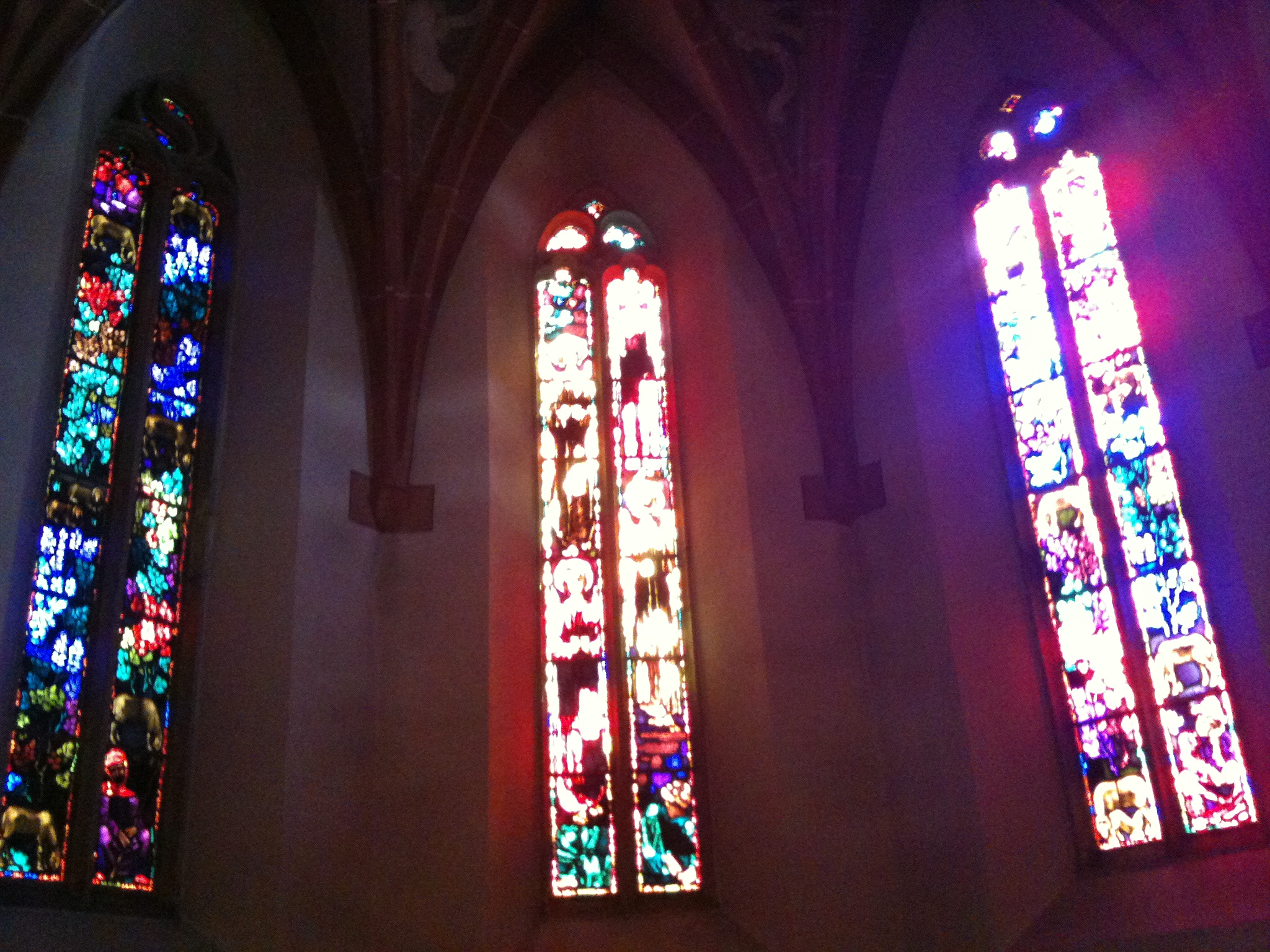
Die drei Glasfenster im Chor im Vormittagslicht
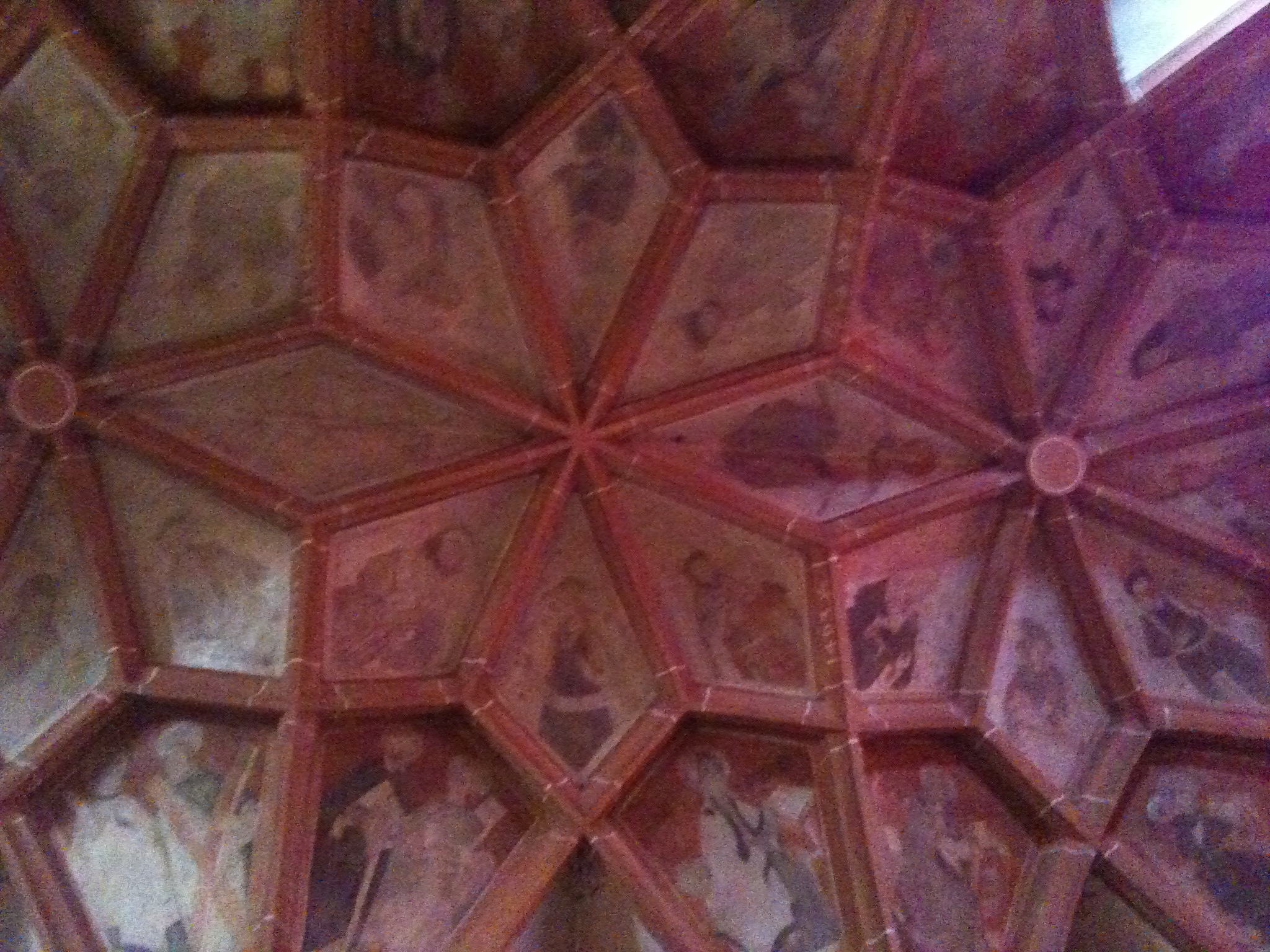
Netzgewölbe